# 银山镇站
银山镇站是一个成渝线上的铁路车站，位于四川省资中县银山镇，建于1952年，目前为四等站，邮政编码为641201。目前客运：办理旅客乘降；行李、包裹托运；货运：办理整车货物发到；零担仅办理直达整零货物发到；危险货物仅办理农药、化肥发到。

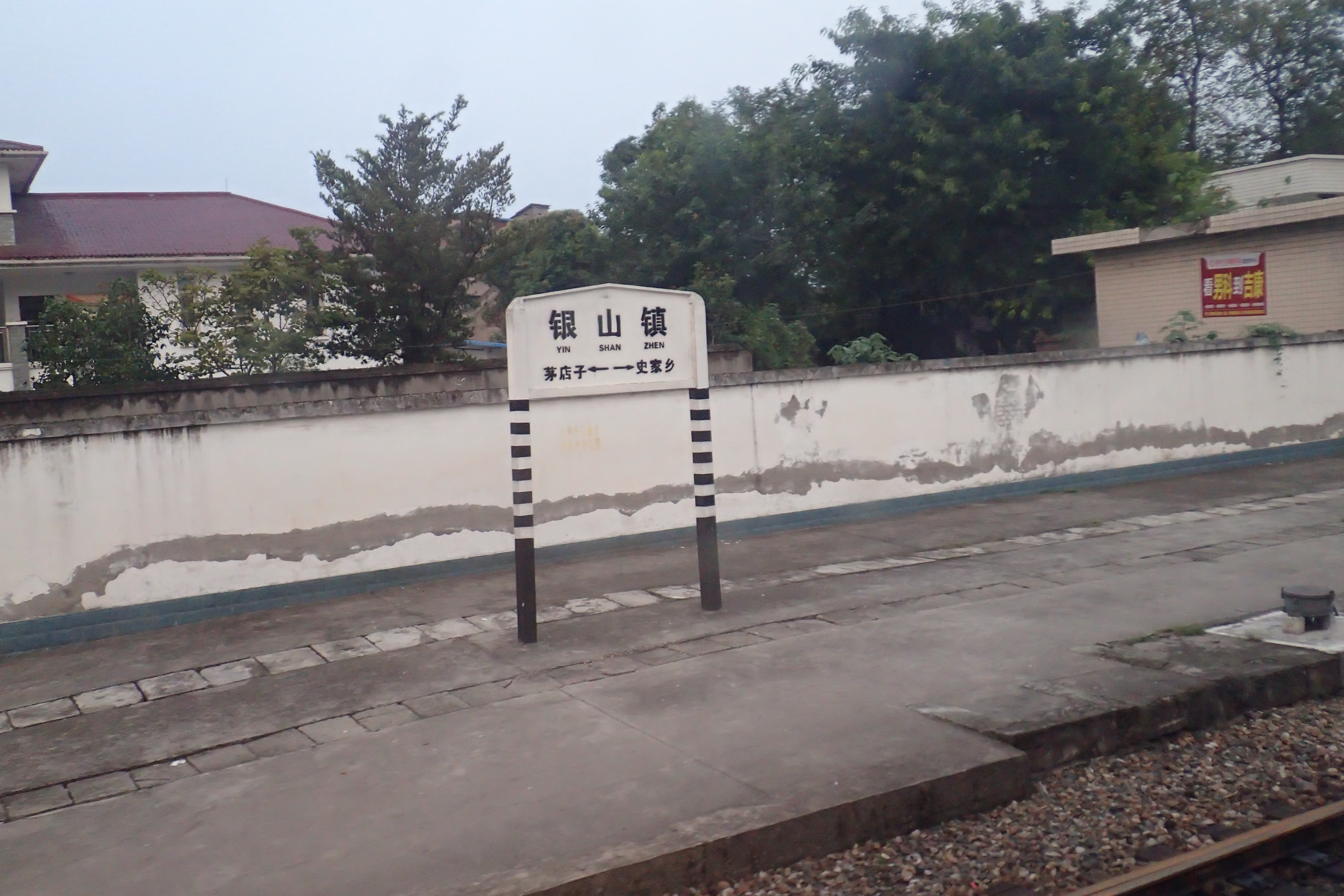
2017年，列车上抓拍的银山镇站站牌